# Pentlandit
A pentlandit a szulfidásványok közé tartozó ásvány, a pentlanditcsoport névadó ásványa. Első leírása 1856-ban történt, nevét Joseph Barclay Pentland ír származású természettudóstól kapta. A legfontosabb nikkelérc ásvány, a világtermelés döntő hányada pentlanditból származik. Az ásvány jelenlétét meteoritokban is kimutatták.

## Kémiai összetétele
- Képlete: (Fe2+,Ni)9S8.
- Vas (Fe) =32,6%
- Nikkel (Ni) =34,1%
- Kén (S) =33,2%

Gyakori szennyzői a kobalt (Co), az ezüst (Ag) és a réz (Cu).

## Keletkezése
Magmatikus folyamatokban keletkezik bázikus és ultrabázikus kőzetolvadékok érintkezésének (komtakt metamorfózis) hatására.
Hasonló ásvány: pirrhotin.

## Előfordulásai
Ausztria területén Salzburg környékén. Szlovákiában Pozsony (Bratislava) közelében. Németországban a Fekete-erdő vidékén és a Harz-hegységben. Megtalálhatók bányászatra érdemes előfordulásai Norvégia, Svédország és Finnország területén is. Oroszországban Murmanszk vidékén, a szibériai Jakutföldön, Norilszk közelében és az Ural-hegységben. Ausztrália minden szövetségi államában vannak bányászható előfordulások. jelentősebb készletek vannak Kína, Uganda és Omán területén. Marokkóban az Atlasz-hegység előterében folyik bányászata. Az Amerikai Egyesült Államok Kalifornia szövetségi államban ismertek előfordulásai. Kanada területén Ontario és Brit-Kolumbia tartományokban vannak tömeges előfordulások.
Kísérő ásványok: kalkopirit, pirit, magnetit és pirrhotin.
Szarvaskő közelében a felszíni diabáz és a mélyebben lévő gabbró vulkanikus kőzetekben a keletkezés ultrabázikus kőzetolvadékból történt. A kísérő kőzetek több helyen szulfidos ércesedést tartalmaznak, melyek között a pirrhotin mellett a pentlanditot is kimutatták. A pentlandit mindig kőzethasadékokban és repedések mentén jelentkezik. Nemesgulács közelében a szabályos kúp alakú Gulács-hegy két kőfejtőjében a zeolitcsoport ásványain kívül a pirrhotin gyakori ásvány, melyet legtöbbször orsós-kifejlődésű pentlandit kísér. A hazai előfordulásoknak tudományos jelentőségük van, kitermelésük gazdaságtalan lenne.

## Képek

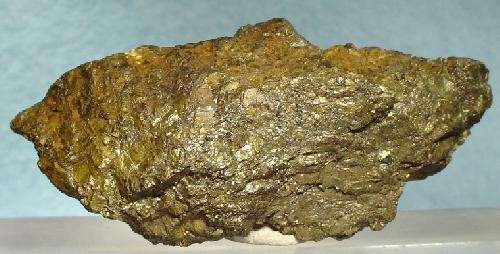
Kanadából
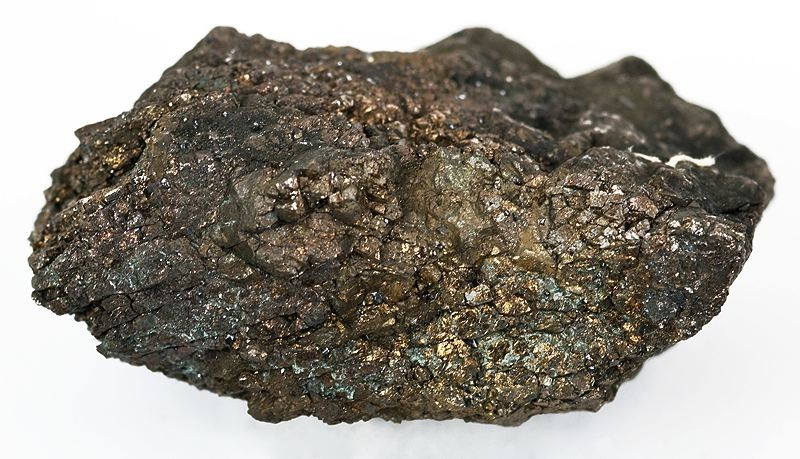
Ez egy gazdag ércminta, mely pentlandit, kalkopirit és pirrhotin (több szulfid ásvány) keverékét tartalmazza.